# Ferrero
Ferrero S.p.A. – włoskie przedsiębiorstwo o światowym zasięgu produkujące słodycze (głównie na bazie czekolady), przekąski i napoje. Siedziba firmy znajduje się w miejscowości Alba, w Piemoncie, we Włoszech. Na całym świecie firma posiada 31 fabryk zatrudniając około 33 tys. osób i produkuje rocznie około 365 tys. ton Nutelli.

## Historia
Historia tej firmy rodzinnej rozpoczęła się w 1946 zaraz po wojnie, gdy słodycze oraz cukierki były praktycznie niedostępne i kupowano je tylko na specjalne okazje. Było to w północno-zachodniej części Włoch, w miasteczku Alba. Mistrz cukierniczy, Pietro Ferrero rozwinął masowy system produkcji słodyczy.
Pierwszym produktem firmy Ferrero była Pasta Gianduja, czekolada orzechowa do smarowania, która była pierwowzorem produktu Nutella. Po pierwszym sukcesie firma ta wprowadziła na rynek wiele znanych produktów.
Chociaż Pietro Ferrero i jego brat Giovanni stworzyli fundamenty marki Ferrero, to największa ekspansja firmy na rynku nastąpiła za rządów jego syna, Michele Ferrero. To właśnie w latach 50. Ferrero weszło ze swoimi produktami na rynki europejskie i pozaeuropejskie.
W latach 60. i 70. firma otworzyła swoje biura w takich krajach jak Stany Zjednoczone, Kanada, Australia, Ekwador czy Portoryko. Na początku lat 90. Ferrero otworzyło swój oddział w Warszawie, a następnie w 1996 zakład produkcyjny w Belsku Dużym k. Grójca.
W 2007 roku firma zaczęła rozbudowę filii w Belsku Dużym, która jest jedną z największych w Europie.

## Produkty

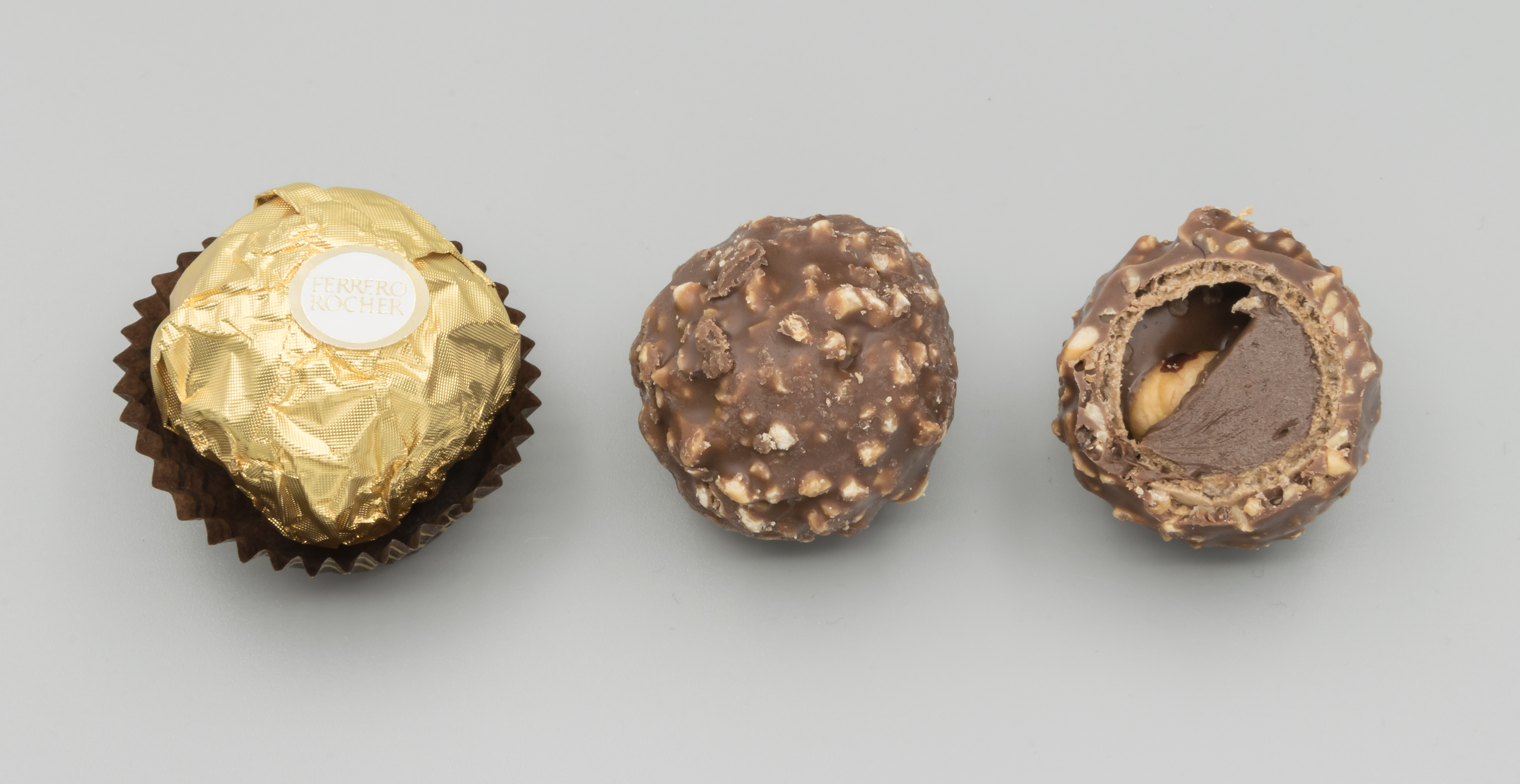
Ferrero Rocher

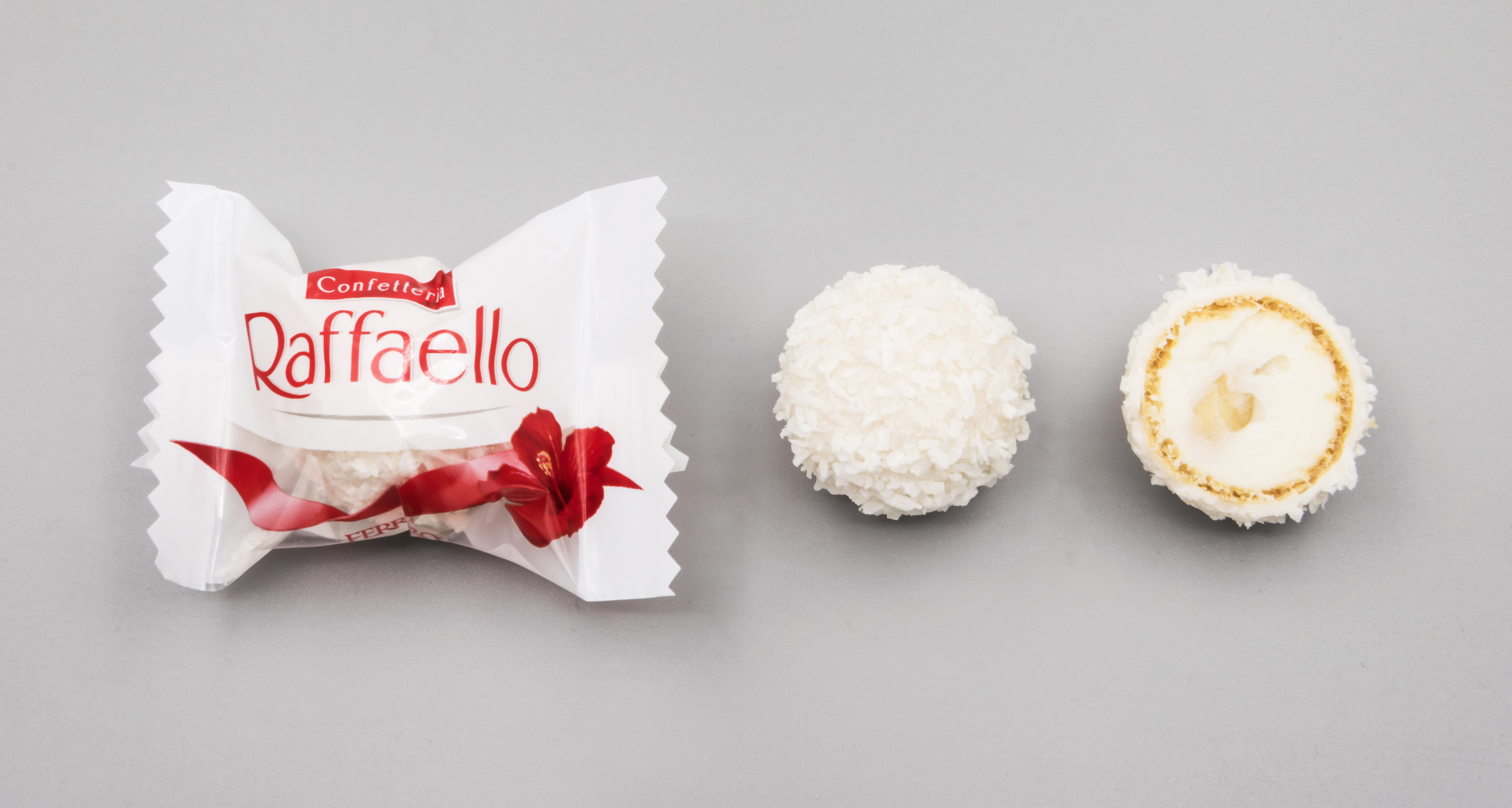
Raffaello

Ferrero produkuje kilka linii wyrobów cukierniczych pod różnymi nazwami handlowymi. Jednym z najpopularniejszych jest krem z dodatkiem kakao i orzechów laskowych, Nutella, produkowana od 1964 roku. Produkcja Nutelli wykorzystuje jedną czwartą światowej produkcji orzechów laskowych.
Oprócz Nutelli firma produkuje m.in. Ferrero Rocher, Pocket Coffee, Mon Chéri, Giotto, Raffaello, Tic Tac. Linia Kinder to takie produkty jak Kinder Niespodzianka, Kinder Joy, Kinder Schoko-Bons, Kinder Bueno, Kinder Delice, Kinder Mleczna Kanapka, Kinder Yogurt Slice, Kinder Pingui, Kinder Country, Kinder Maxi King, Duplo, Kinder Chocolate, Kinder Choco Fresh, Hanuta Ferrero, Kinder Creamy, Kinder Paradiso.
Ferrero produkuje również produkty Thorntons po przejęciu tej firmy w 2015.